# Hospital transfronterizo de la Cerdaña
El Hospital de Cerdaña (en catalán: Hospital de Cerdanya, en francés: Hôpital de Cerdagne), es un centro hospitalario en la localidad catalana de Puigcerdá (Gerona, España). Concretamente, se está situado en el pla de Rigolisa, terreno cedido por el Ayuntamiento de Puigcerdá (Gerona).
Se trata de un centro pionero en la Unión Europea porque combina dos modelos sanitarios diferentes, el francés y el de Cataluña (España). Es el único centro concebido, construido y gestionado conjuntamente por dos sistemas públicos de salud pertenecientes a dos países distintos.  El 65% de los fondos para la construcción del centro provienen de los Fondos Europeos de Desarrollo Regional (FEDER), a través del programa europeo transfronterizo POCTEFA 2007-2013 (Programa de Cooperación Territorial España-Francia-Andorra). El resto del presupuesto de la construcción y la totalidad del equipamiento y funcionamiento están financiados un 40% por el Gobierno de Francia y un 60%  por la Generalidad de Cataluña (competente en el ámbito sanitario en Cataluña). El hospital da cobertura sanitaria a las comarcas de la Cerdaña (tanto el Alta (Pirineos Orientales, Francia) como la Baja (Gerona)) y el Capcir (también en Francia). La Alta Cerdaña y el Capcir se encuentran en el departamento de Pirineos Orientales de Francia.
El Hospital de Cerdaña es una Agrupación Europea de Cooperación Territorial (AECT). Fue uno de los primeros proyectos que se acogieron a esta fórmula jurídica, aprobada en 2006 por el Parlamento Europeo, que facilita la cooperación entre los Estados miembros. En abril de 2016, el centro recibió el premio Building Europe Across Borders que otorga el Comité de las Regiones al mejor caso de cooperación transfronteriza de Europa.

## Hitos del proyecto
2003     La idea del “Hospital Transfronterizo” empieza a tomar cuerpo con un estudio de viabilidad fruto de un acuerdo entre el presidente del Consejo Regional de Languedoc-Rosellón y el presidente de la Generalidad de Cataluña.
2007     Las administraciones catalana y francesa firman un acuerdo para crear el nuevo hospital, acogiéndose a la fórmula de Agrupación Europea de Cooperación Tranfronteriza (AECT), creada por legislación de la Unión Europea el año anterior. Se acuerda la distribución de la inversión para la construcción del hospital: 60% Cataluña, 40% Francia. Cesión de los terrenos por parte del ayuntamiento de Puigcerdà. 
2008     El gobierno de Generalitat aprueba un presupuesto de 31 millones de euros para la construcción. 
2009     La Unión Europea aprueba la aportación de la mayor parte del coste de la construcción a través de fondos FEDER (Fondo Europeo de Desarrollo Regional). Comienzan las obras el 23 de febrero.
2010     Constitución formal de la AECT-Hospital de Cerdaña. Nombramiento del Consejo de Administración y del Consejo Consultivo de la entidad. 
2011     Creación del equipo operativo de l’AECT-HC y nombramiento de los coordinadores catalán y francés del mismo. 
2012     El 25 de septiembre finalizan las obras y se establece el plan de equipamiento 
2013     Equipamiento.
2014     El 19 de septiembre, a las 07:00 horas, entra en funcionamiento.